# The Wilby Conspiracy
The Wilby Conspiracy is een Britse actiefilm uit 1975. De hoofdrollen worden vertolkt door Michael Caine, Sidney Poitier, Rijk de Gooyer en Rutger Hauer.
De zwarte activist Shack Twala en zijn blanke vriend tegen wil en dank Jim Keogh zijn op de vlucht voor de Zuid-Afrikaanse politie.

## Rolverdeling
| Acteur           | Personage                                |
| ---------------- | ---------------------------------------- |
| Sidney Poitier   | Shack Twala                              |
| Michael Caine    | Jim Keogh                                |
| Nicol Williamson | Majoor Horn                              |
| Prunella Gee     | Rina van Niekerk                         |
| Saeed Jaffrey    | Dr. Anil Mukarjee                        |
| Persis Khambatta | Dr. Persis Ray                           |
| Rijk de Gooyer   | Van Heerden, Bureau van Staatsveiligheid |
| Rutger Hauer     | Blane van Niekerk                        |
| Patrick Allen    | Brigadier                                |
| Joe De Graft     | Wilby Xaba                               |
| Archie Duncan    | Gordon                                   |
| Helmut Dantine   | Aanklager                                |